# Абдулла Ахмад
Абдулла Ахмад (20 листопада 2002) — бахрейнський плавець.
Учасник Олімпійських Ігор 2020 року, де в попередніх запливах на дистанції 100 метрів батерфляєм його дискваліфіковано і він не потрапив до півфіналів.